# 莱哈绍
莱哈绍是奥地利蒂罗尔州罗伊特县的一个市镇。总面积6.1平方公里，总人口1952人，人口密度320.0人/平方公里（2005年）。